# Мяктинов, Пётр Сергеевич
Пётр Сергеевич Мяктинов (1923—2006) — участник Великой Отечественной войны. Бригадир проходчиков горных выработок шахты «Северо-Изваринская» № 1 треста «Донецкуголь» комбината «Ростовуголь», Герой Социалистического Труда.

## Биография
Родился 10 июля 1923 года в деревне Таракановка ныне Волчковского района Тамбовской области. До начала войны работал на заводах в Рязани, Москве. Затем проживал в Волчковском районе Тамбовской области.
С ноября 1943 года — в Красной армии. Призван Волчковским РВК, Тамбовской области.  В 1945 году — стрелок 8-й стрелковой роты, а затем телефонист роты связи 992-го стрелкового полка 306-й стрелковой дивизии Ленинградского фронта, красноармеец. Награждён 2 медалями «За отвагу».
Демобилизовавшись из Красной армии, работал на сахарном заводе в Краснодарском крае, в 1948—1950 годах был приемщиком поездов на станции Кавказская.
С 1950 года — в городе Донецк Ростовской области. Шахтёрскую профессию начинал осваивать на шахте «Северо-Гундоровская» № 3. Затем работал бригадиром проходчиков на шахтах «Юго-Восточная», «Юго-Западная» № 3, «Северо-Изваринская» № 1 треста «Донецкуголь» комбината «Ростовуголь».
Бригада в числе первых начала соревнование за скоростное прохождение подземных выработок и проходила в сложных горногеологических условиях более 100 метров в месяц. Ей было присвоено звание коллектива коммунистического труда.
Указом Президиума Верховного Совета СССР от 29 июня 1966 года за выдающиеся заслуги в выполнении заданий семилетнего плана по развитию угольной и сланцевой промышленности и достижение высоких технико-экономических показателей в работе Мяктинову Петру Сергеевичу присвоено звание Героя Социалистического Труда с вручением ордена Ленина и золотой медали «Серп и Молот».
В конце 1970-х годов вышел на пенсию. Жил в городе Донецк Ростовской области. Умер 11 марта 2006 года.

## Награды
- Золотая медаль «Серп и Молот» (29.06.1966)[1];
- Орден Ленина (29.06.1966)[1].
- Орден Отечественной войны II степени (11.03.1985)[3]
- Медаль «За отвагу» (11.01.1945)[1][4].
- Медаль «За отвагу» (29.05.1945)[1][4].
  - медали, в том числе:
  - «В ознаменование 100-летия со дня рождения Владимира Ильича Ленина» (6 апреля 1970)
  - «За победу над Германией в Великой Отечественной войне 1941—1945 гг.» (1945)[5]
  - «Двадцать лет Победы в Великой Отечественной войне 1941—1945 гг.» (7 мая 1965[6])
- Юбилейная медаль «Тридцать лет Победы в Великой Отечественной войне 1941—1945 гг.»[7]
- Медаль «Сорок лет Победы в Великой Отечественной войне 1941—1945 гг.»[8]
  - «Ветеран труда»
  - «30 лет Советской Армии и Флота»[9]
  - «40 лет Вооружённых Сил СССР»[10]
  - «50 лет Вооружённых Сил СССР» (26 декабря 1967[11])
- Знак «Гвардия»
- Знак «25 лет победы в Великой Отечественной войне» (1970)
- Знаками «Шахтерская слава» 2-й и 3-й степеней.
- Почётный шахтёр. Почётный гражданин города Донецка. Делегат XXII съезда КПСС (1961 год).